# František Hlaváček (národní demokrat)
František Hlaváček (26. listopadu 1876 Slavkov u Brna – 15. října 1974 Praha) byl český politik, slavista a překladatel, příslušník československých legií v Itálii, příslušník protinacistického odboje a posléze politický vězeň. Za první světové války se stal vůbec prvním Čechem osvobozeným z italského zajetí a zařazeným do italské armády, poté vedl kancelář Československé národní rady v Římě, od roku 1925 pak zastával pozici generálního tajemníka politické strany Československá národní demokracie. 

## Život

### Mládí
Narodil se ve Slavkově u Brna na jižní Moravě. Studoval gymnázium, nejdříve v Brně, pak v Hradci Králové a v Praze. Již během středoškolských studií sympatizoval s tzv. pokrokářským hnutím, mj. se účastnil demonstrací během procesu s Omladinou na přelomu let 1893 a 1894 a napsal též první texty do pokrokářských periodik. Následně studoval na Filozofické fakultě Karlo-Ferdinandovy univerzity, kde studoval jazyky. Navázal kontakty s jihoslovanskými pokrokářsky smýšlejícími studenty a redigoval jejich časopisy v srbochorvatštině Hrvatska Misao a Novo Doba. 
Od roku 1898 byl tajemníkem Českého obchodního muzea. O rok později přešel do pražské obchodní komory, kterou od roku 1901 zastupoval v zahraničí. Zde navazoval styky s politiky slovanských národů a od roku 1906, kdy byl vyslán jako delegát komory do Milána, i s osobnostmi italského veřejného života. V roce 1908 byl tajemníkem Jubilejní výstavy v Praze.

### V Itálii
Roku 1914 Rakousko-Uhersko vyhlásilo válku Srbsku a následně pak vypukla první světová válka. Ačkoliv Hlaváček bojovat za monarchii nechtěl, přesto odmítl výsadu úředníka obchodní komory nebýt odveden, nastoupil do rakousko-uherské armády a byl odvelen na jižní frontu, se záměrem dezertovat. V armádě pak absolvoval důstojnický kurz.
Dne 11. srpna 1916 opustil během bitvy u Gorice své místo v Isonzu a přeběhl na italskou stranu fronty. Italským zpravodajcům hodlal předat zásadní informace o rakousko-uherské ofenzivě (ve fázi plánování) v oblasti náhorní plošiny Bainsizza. Na italských štábech se ale zpočátku s touto informací nijak nepracovalo a Hlaváček byl poslán do důstojnického zajateckého tábora u Bibbieny. O několik měsíců později v dubnu 1917 byl pak povolán na velitelství 2. armády generála Pietra Badoglia v Cormons, aby podrobně popsal zjištěný plán. Přestože řada Hlaváčkových informací již v té době nebyla aktuální, operace italského vojska, která se díky nim uskutečnila, vyvolala reakci v tamních rakousko-uherských jednotkách, kdy celý jeden český prapor dezertoval k Italům. Italské velení následně brzy uvěřil, že je plánován útok v oblasti Bainsizza v plném rozsahu. V této době se zároveň František Hlaváček stal vůbec prvním českým válečným zajatcem první světové války, který byl osvobozen ze zajetí a zařazen do italských ozbrojených sil. Útok na Bainsizzu byl hlavním cílem jedenácté bitvy o Isonzo, která však, i díky Hlaváčkovým informacím, skončila italským vítězstvím. Hlaváček byl vyznamenán vojenským křížem a následně lobboval za zřízení samostatné československé legie v Itálii.
Začátkem roku 1917 byl mezitím jmenován pařížskou Československou národní radou, orgánem usilujícím o vznik Československa, ředitelem její kanceláře v Římě. V této funkci především řídil propagační akci ve věci náboru českých zajatců v italských zajateckých táborech do legií či získávání politické podpory pro myšlenku československé samostatnosti. Nedlouho před samotným vyhlášením ČSR byl povolán do ústředí rady v Paříži, kde působil až do konce války, po vyhlášení samostatnosti Československa mu byl novou vládou svěřen úřad předsedy čs. zásobovací komise v Paříži. Zde potom mj. působil jako člen výboru Mezinárodní obchodní komory, místopředseda Obchodní komory československo-francouzské, předseda zdejší československé kolonie a spoluzakladatel zdejšího Slovanského výboru.

### V Československu
Roku 1925 vrátil se do vlasti. Politicky se angažoval v Československé národní demokracii generálním tajemníkem Čs. národní demokracie. Tuto pozici vykonával do roku 1931, kdy kvůli neshodám s politikou předsedy strany Františka Hodáče na svou funkci rezignoval. Nadále se pak živil jako novinář na volné noze.
Po začátku okupace Čech, Moravy a Slezska Nacistickým Německem se zapojil do tzv. druhého odboje. Koncem druhé světové války byl však vůli tomu zatčen gestapem a v prosinci 1944 odsouzen k 7 letům vězení. Internován byl v tzv. Malé pevnosti v koncentračním táboře Terezín. Po válce se především věnoval další propagaci mezislovanských vztahů, psal články do novin a časopisů či pořádal přednášky.

### Úmrtí
František Hlaváček zemřel 15. října 1974 v Praze ve věku 97 let. Pohřben byl v rodinné hrobce na Olšanských hřbitovech v Praze.

### Ocenění
26. ledna 1926 byl František Hlaváček vyznamenán Řádem za zásluhy.

## Dílo
Překládal z ruštiny, polštiny, bulharštiny, srbštiny, rumunštiny, němčiny a později také italštiny. Zvláštní náklonnost pak měl k ukrajinštině: podle svých slov byla prvním jazykem, který se, již v šesté třídě obecné školy, naučil, přeložil řadu děl ukrajinských autorů a byl také propagátorem ukrajinské literatury. Jako první přeložil díla spisovatele Ivana Franka do češtiny a oba rovněž pojilo osobní přátelství. 